# Stazione di Quintino Sella
Stazione di Quintino Sella vasúti megállóhely Olaszországban, Bari településen.

## Vasútvonalak
Az állomást az alábbi vasútvonalak érintik:
- Bari–Barletta-vasútvonal

## Kapcsolódó állomások
A vasútállomáshoz az alábbi állomások vannak a legközelebb:
- Stazione di Brigata Bari
- Stazione di Bari Centrale (FT)